# Pericalvo
Pericalvo es una entidad de población española del municipio de Galindo y Perahuy, perteneciente a la provincia de Salamanca, en la comunidad autónoma de Castilla y León.

## Toponimia
El lugar puede encontrarse referido como Pericalvo y Pericalbo.

## Historia
Hacia mediados del siglo XIX, el lugar, una alquería ya por entonces perteneciente al municipio de Galindo y Perahuy, tenía contabilizada una población de 7 habitantes. Aparece descrito en el duodécimo volumen del Diccionario geográfico-estadístico-histórico de España y sus posesiones de Ultramar de Pascual Madoz con las siguientes palabras:

PERICALBO: alq. en la prov. y part. jud. de Salamanca, térm. municipal de Galindo y Perahuy. pobl.: 2 vec., 7 almas.
(Madoz, 1849, p. 815)

En 2023, la entidad singular de población de Pericalvo tenía empadronados 10 habitantes, todos ellos en diseminado.